# Dobroljupci
Dobroljubci (en serbe cyrillique : Доброљупци) est un village de Serbie situé dans la municipalité d'Aleksandrovac, district de Rasina. Au recensement de 2011, il comptait 344 habitants.

## Démographie
| 1948 | 1953 | 1961 | 1971 | 1981 | 1991 | 2002 | 2011 |
| ---- | ---- | ---- | ---- | ---- | ---- | ---- | ---- |
| 633  | 653  | 587  | 548  | 481  | 425  | 374  | 344  |

|  |